# Revista de Occidente
La Revista de Occidente è una pubblicazione culturale e scientifica spagnola, edita dalla Fundación José Ortega y Gasset, fondata nel 1923 da José Ortega y Gasset, che si occupa di divulgazione accademica sia in Europa che in America Latina.

## Descrizione
In essa vennero scritti e tradotti articoli di filosofi contemporanei come Bertrand Russell e Edmund Husserl. Collaborarono anche importanti scrittori e saggisti, tra cui Ramón Gómez de la Serna, Antonio Espina, Francisco Ayala, Rosa Chacel e Máximo José Kahn. Venivano anche pubblicati scritti di uno dei principali ideologi del sindacalismo nazionale, Ramiro Ledesma Ramos, quando ancora non si occupava di tali idee politiche. Vi pubblicò le proprie poesie anche il futuro premio Nobel Vicente Aleixandre, esponente della Generazione del '27.

### Pubblicazioni
Pubblica undici numeri all'anno, perché i numeri di luglio e agosto sono raggruppati in un'unica edizione.
Edita tra il 1923 e il 1936 da Ortega y Gasset, dal 1962 viene pubblicata nuovamente sotto la direzione di José Ortega Spottorno (1962-1980) e Soledad Ortega Spottorno (1980-2007), entrambi figli di Ortega y Gasset. Dal 2007 è diretta da José Varela Ortega, figlio di Soledad e nipote di Ortega y Gasset.